# Lane (Artuby)
Die Lane ist ein Fluss in Frankreich, der im Département Alpes-Maritimes in der Region Provence-Alpes-Côte d’Azur verläuft. Sie entspringt an der Südflanke der Bergkette Montagne de Thorenc im Gemeindegebiet von Andon, entwässert generell Richtung West bis Südwest durch den Regionalen Naturpark Préalpes d’Azur und mündet nach rund 19 Kilometern im Gemeindegebiet von Valderoure als linker Nebenfluss in den Artuby.

## Orte am Fluss
(Reihenfolge in Fließrichtung)
- Thorenc Station, Gemeinde Andon
- Valderoure